# Кронштадт
Кроншта́дт (рос. Кронштадт від нім. Krone — «корона» і Stadt — «місто») — місто-фортеця, порт на острові Котлін у Балтійському морі, що охороняє морські підступи до Санкт-Петербурга. Адміністративний район Санкт-Петербурга. Населення — 42,8 тис. жителів (2006). Острів Котлін з'єднаний з північним берегом Фінської затоки; по греблі прокладена автодорога, за допомогою якої Кронштадт має сполучення з Санкт-Петербургом. З містом Ломоносовим, розташованим навпроти Кронштадта на південному березі Фінської затоки, місто сполучене за допомогою автомобільного тунелю.

## Фотогалерея

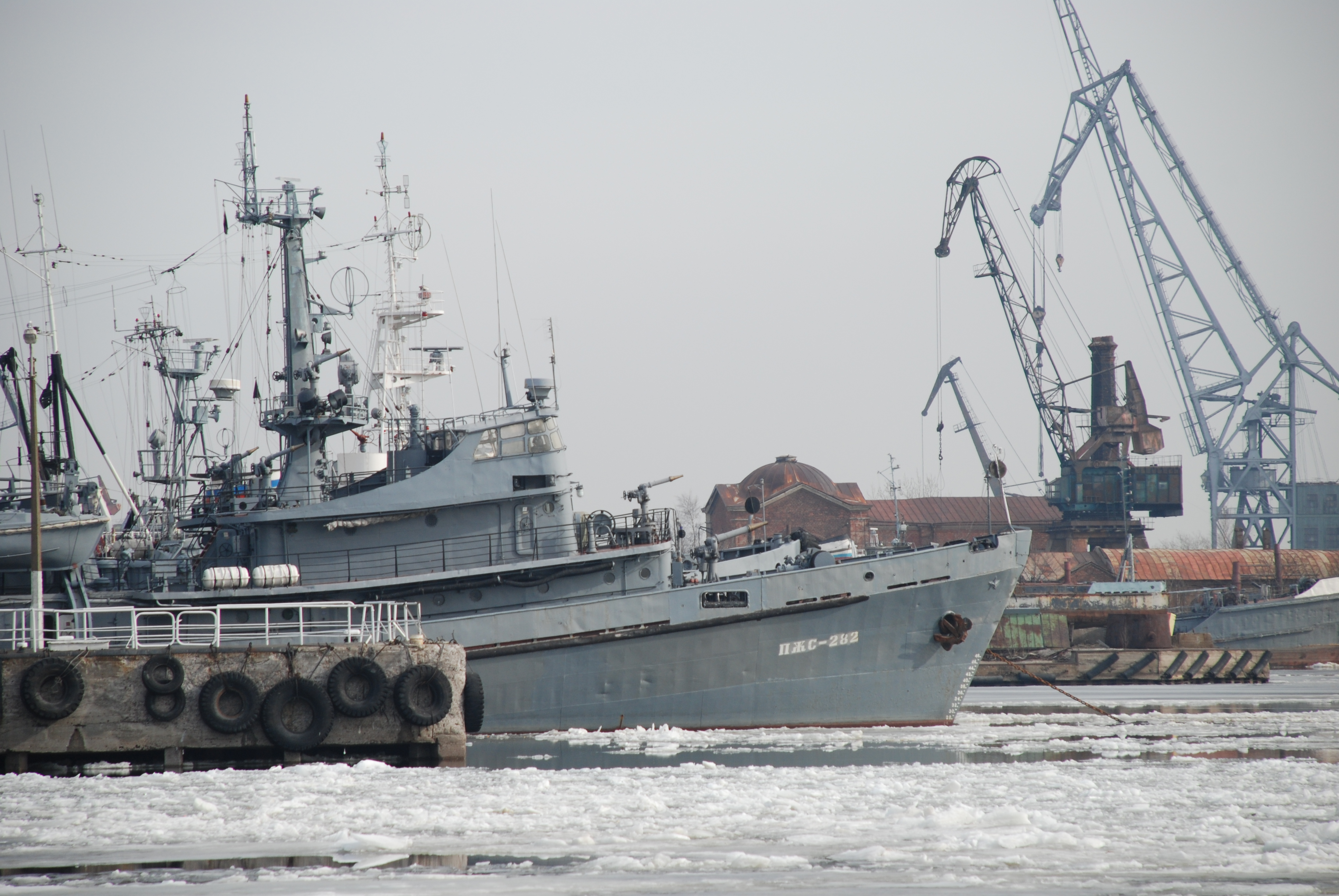
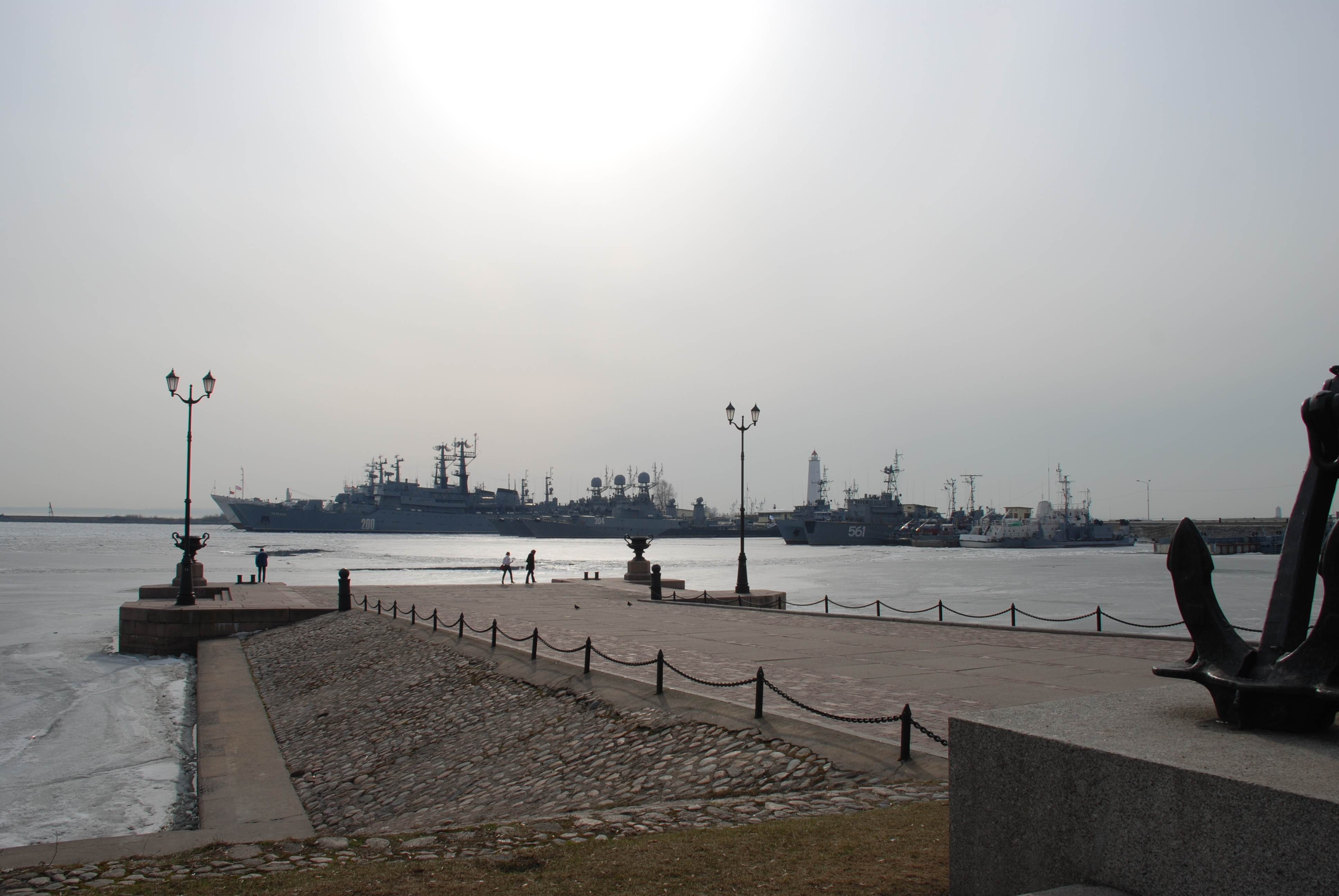

## Історія

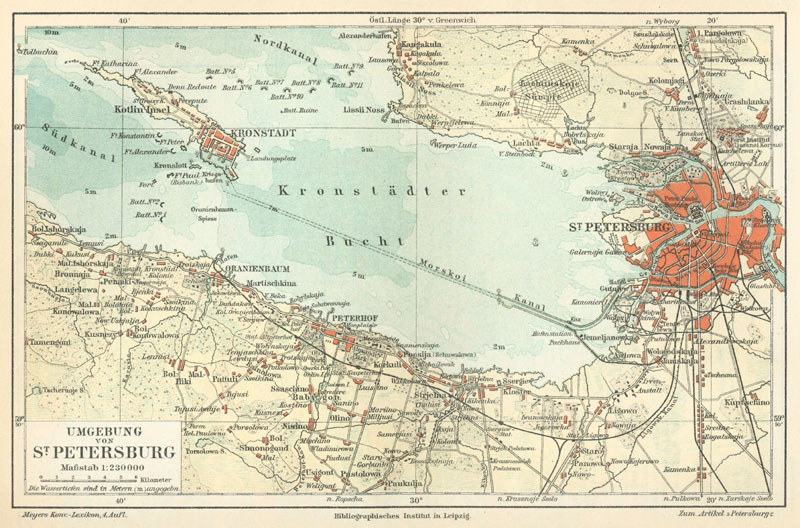
Кронштадт на дореволюційній мапі Санкт-Петербурга

Датою заснування Кронштадта вважається 7 жовтня 1703 року, коли на острові Котлін в урочистій обстановці відбулася закладка Петром I головної фортеці. Справжнє заснування міста відбулося 18 травня 1704 р. Тоді місто на острові Котлін назвали Кронштадтом, що означає «місто—фортеця» або «укріплене місто».
Перший форт Кронштадта збудували на насипаному за наказом Петра I за одну зиму 1703—1704 років острові поблизу острова Котлін — на протилежному від материка фарватері Фінської затоки: у північній частині затока була дуже мілкою для великих човнів (у чому Петро переконався особисто, перевіривши результати виміру глибин). Розташування фортеці виявилося настільки вдалим, що за всю історію Кронштадта повз нього не пройшло жодне вороже судно.

## Відомі особистості
У поселенні народилися:
- Петро Капиця (1894—1984) — радянський фізик, лауреат Нобелівської премії (1978).
- Іван Кононов (1885—1959) — діяч російського флоту.
- Павло Левицький — діяч російського та українського флоту.
- Віталій Коняєв (1937—2023) — російський актор театру і кіно.
- Стеренок Валентин Павлович (1934—2018) — музикант, композитор. Член Національної всеукраїнської музичної спілки і Всеукраїнського товариства «Просвіта».